# Saint-Cyr-sur-Menthon
Saint-Cyr-sur-Menthon es una comuna francesa del departamento de Ain, en la región de Auvernia-Ródano-Alpes.

## Demografía
| 811 | 809 | 822 | 983 | 1 243 | 1 314 | 1 515 | 1 719 |
| Para los censos de 1962 a 1999 la población legal corresponde a la población sin duplicidades (Fuente: INSEE [Consultar]) |     |     |     |       |       |       |       |